# Birtvisi

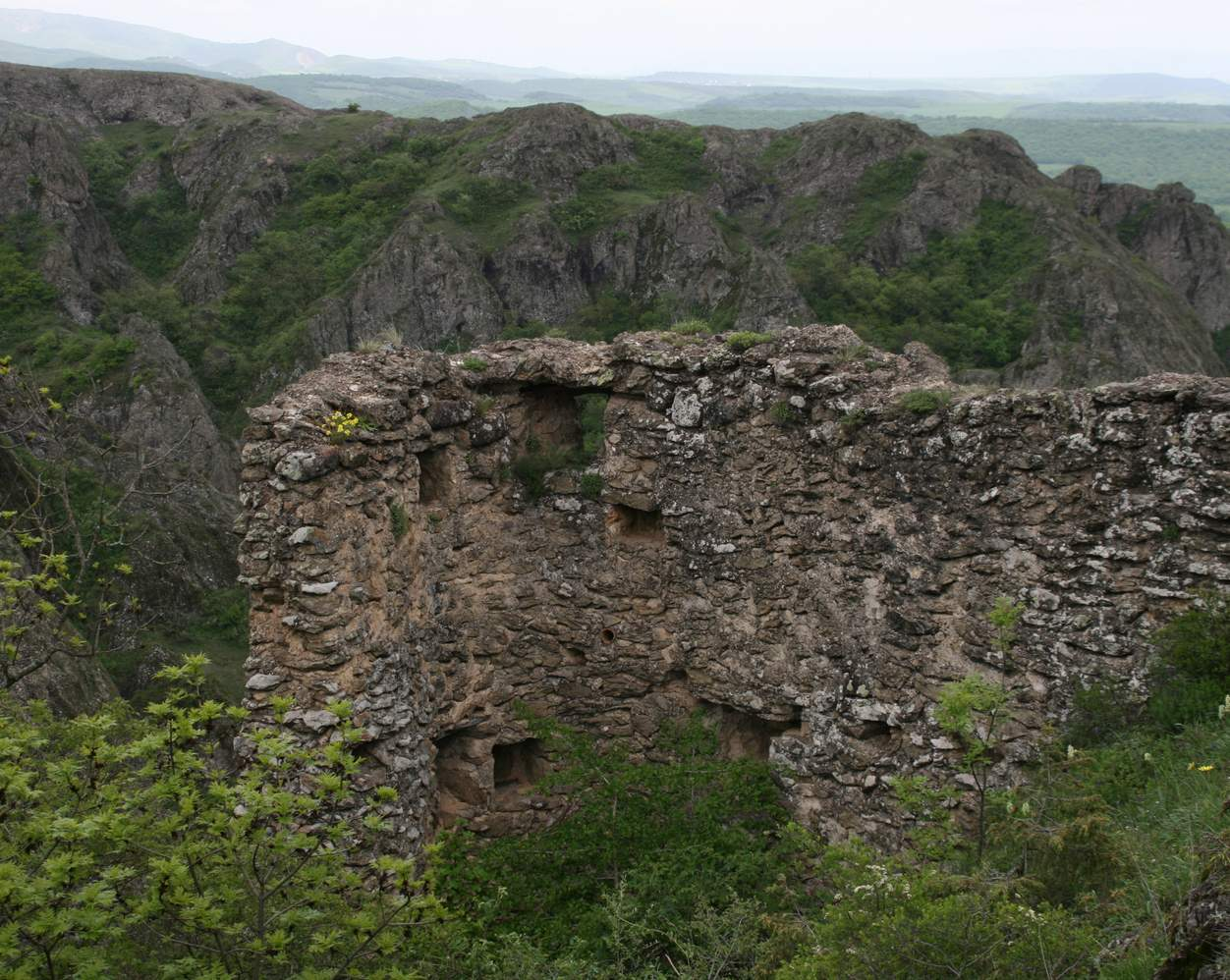

Birtvisi (em georgiano:  ბირთვისი) é uma fortaleza medieval em ruínas localizada na Baixa Ibéria, na Geórgia. Está localizada dentro dos limites do município de Tetritscaro, adjacente ao Parque Nacional do Algueti, a sudoeste da capital do país, Tbilisi.

## História
Birtvisi é essencialmente uma fortaleza rochosa natural de 1 km², protegida por muros e torres, sendo que a mais proeminente - conhecida como Xeupovari ("Obstinado") - encima a rocha mais alta da região. Várias estruturas de acessórios, incluindo um aqueduto, também sobreviveram.
Em fontes escritas, Birtvisi é mencionada pela primeira vez como posse do emir árabe de Tiblíssi, do qual foi despojado pelos nobres georgianos Liparites, o duque de Cledecari e João Abazasze em 1038. Na Geórgia medieval, Birtvisi era conhecida como uma fortaleza inexpugnável. O emir turco-mongol Tamerlão reduziu marcadamente a fortaleza durante uma de suas invasões em 1403. Após a divisão do Reino da Geórgia no século XV, Birtvisi fazia parte do Reino de Cártlia e estava sob o domínio dos príncipes Baratashvili.